# John Guise
John Guise, född 1914, död 1991, var Papua Nya Guineas generalguvernör från 16 september 1975-1 mars 1977.